# Trófimos
Los trófimos (griego τρόφιμοι, «pupilos», literalmente «los alimentados», del griego τροφός, trophós, «alimento») son niños no espartiatas — periecos o extranjeros — que pasan por la educación espartana.
Los trófimos son adoptados temporalmente por un oikos espartiata. Los trófimos hijos de periecos, representan como los neodamodes y los nothoi (hijos bastardos de ciudadanos y de esclavos), una clase intermedia en Esparta. Pueden acceder al estatus de ciudadano. Según Plutarco, Agis IV pretendió completar el cuerpo cívico, que se había vuelto insuficiente por las necesidades militares de Esparta, «con todos los periecos y extranjeros que habían sido elevados a hombres libres»
Los trophimoi extranjeros vuelven a partir generalmente a su país de origen donde aumentan la influencia de Esparta. Así, con la invitación de Agesilao II, Jenofonte hizo educar a sus hijos en Esparta. Sin embargo, algunos trophimoi elegían quedarse en Esparta, para combatir en el ejército cívico. Es por ejemplo el caso del año 381 a. C., en la expedición que Agesilao llevó para asediar Fliunte:

«Muchos periecos, hombres distinguidos, le siguieron en calidad de voluntarios, así como extranjeros, los llamados trófimos, y los bastardos de los espartiatas, hombres de buen aspecto y que habían tomado parte en la noble educación del Estado».